# Joachim Raff
Joseph Joachim Raff (Lachen (Zwitserland), 27 mei 1822 - Frankfurt am Main, 25 juni 1882) was een in Zwitserland geboren Duitse componist, muziekpedagoog en pianist.

## Levensloop
Zijn Duitse vader was zijn vaderland ontvlucht en had zich in Zwitserland gevestigd. Raff was autodidact. Aangespoord door Felix Mendelssohn en Franz Liszt legde hij zich aanvankelijk toe op het schrijven van opera's, daarna op instrumentale werken. Liszt haalde hem naar Duitsland. Hij was pianoleraar in Wiesbaden, totdat hij in 1877 directeur van het Dr. Hoch’s Konservatorium in Frankfurt werd. In Weimar schreef hij onder invloed van Liszt onder meer een kritisch traktaat Zur Wagnerfrage in 1854 over de muziek van Richard Wagner. Hij schreef voorts meer dan 300 composities.
Raff gold als een van de grote componisten van zijn tijd, maar zijn muziek is daarna voor een groot deel vergeten. Hij componeerde onder andere 11 symfonieën, 6 opera's, enkele cello-, viool- en pianoconcerten, koorwerken, veel kamermuziek en muziek voor solopiano. Zijn hoogromantische stijl sluit aan bij die van Mendelssohn.
Hij stierf in 1882 aan de gevolgen van een hartaanval.

## Opnamen
Registraties van uitvoeringen van Raff zijn anno 2005 op cd vertegenwoordigd. Het Duitse platenlabel CPO heeft alle symfonieën vastgelegd met de - inmiddels opgeheven – Philharmonica Hungarica onder leiding van Werner Andreas Albert. Ook het Zwitserse label Tudor voltooide in 2006 een integrale uitvoering van alle symfonieën door de Bamberger Symphoniker o.l.v. Hans Stadlmair. Daarop komen ook de Shakespeare-ouvertures en enkele werken voor solo-instrument en orkest voor.
Pianowerken zijn vastgelegd op een zestal CDs door Tra Nguyen op het label Grand Piano (gedistribueerd in 2015 door Naxos).

## Lijst van composities

### Theaterwerken
- König Alfred (opera, 4 aktes), 1848-50, revisie 1852;
- Samson (opera, 5 aktes), 1853-1857;
- Die Parole (opera, 3 aktes), 1868;
- Dama Kobold (komische opera, 3 aktes, naar Pedro Calderón de la Barca), op. 154, 1869;
- Benedetto Marcello (opera, 3 aktes), 1877-1878;
- Die Eifersüchtigen (komische opera, 3 aktes), 1881-1882

### Koor en orkest
- Te Deum, 1853;
- Dornröschen, 1855;
- Wachet auf!, op. 80, 1858;
- Deutschlands Auferstehung, op. 100, 1862-1863;
- De profundis, op. 141, 1867;
- Zwei Gesänge, op. 171, 1871;
- Morgenlied, op. 186a, 1873;
- Einer Entschlafenen, op. 186b, 1873;
- Die Tageszeiten, op. 209, 1877-1878;
- Die Sterne, 1880;
- Weltende, Gericht, Neue Welt, op. 212, oratorium, 1879-1881

### Symfonieën
- nr. 1, op. 96 An das Vaterland, 1859-1861;
- nr. 2, op. 140, 1866;
- nr. 3, op. 153 Im Walde, 1869;
- nr. 4, op. 167, 1871;
- nr. 5, op. 177 "Lenore, 1872;
- nr. 6, op. 189 Gelebt, gestrebt; gelitten, gestritten; gestorben, umworben, 1873;
- nr. 7, op. 201 In den Alpen, 1875;
- nr. 8, op. 205 Frühlingsklänge, 1876;
- nr. 9, op. 208 Im Sommer, 1878;
- nr. 10, op. 213 Zur Herbstzeit, 1879;
- nr. 11, op. 214 Der Winter, 1876

### Soloinstrument en orkest

#### Voor piano
- 3 Morceaux, op. 2
- 12 Romances en forme d'etudes, op. 8
- Grande Sonate es-Moll, op. 14
- 6 Gedichten, op. 15
- Album lyrique, op. 17
- Romanze As-Dur, op. 41
- Frühlingsboten, op. 55
- 9 Schweizerweisen, op. 60
- Suite Nr.1 a-Moll, op. 69
- Suite Nr.2 C-Dur, op. 71
- Suite Nr.3 e-Moll, op. 72
- Suite en 12 Morceaux pour petits mains, op. 73
- Ballade, Scherzo und Metamorphosen, op. 74
- Ode au printemps, op. 76, 1857
- Cachucha-Caprice, op. 79
- Suite Nr. 4 d-Moll, op. 91
- Valse-Impromptu, op. 94
- Polka de la Reine, op. 95
- 3 Sonatinen, op. 99
- 5 Eglogues, op. 105
- Fantasie-Polonaise, op. 106
- Valse-Caprice, op. 116
- Spanische Rhapsodie, op. 120
- Blätter und Blüten, op. 135
- Fantasie, op. 142
- Barcarolle, op. 143
- Allegro agitato, op. 151
- Valse brillante Es-Dur, op. 156
- Suite Nr.5 g-Moll, op. 162
- Suite Nr.6 G-Dur, op. 163
- La Cicerenella, op. 165
- Zwei Stücke, op. 166
- Fantasie-Sonate, op. 168
- Zwei Stücke, op. 169
- Variationen über ein Originalthema, op. 179
- Concert, op. 185, 1873
- Erinnerung an Venedig, op.187
- Vier Klavierstücke, op. 196
- Suite, E, op. 200
- Suite Nr. 7 B-Dur, op. 204
- Fantasie H-Dur, WoO. 15a

#### Voor viool
- La fée d'amour (Die Liebesfee), op. 67, 1854
- Cavatina, op. 853, 1859
- Concert nr. 1, op. 161, 1870-1871
- Suite, op. 180, 1873
- Ungarischer (à la Hongroise), op. 203, 1876
- Concert nr. 2, 1877;

#### Voor cello
- Concert nr. 1, op. 193, 1874
- Concert nr. 2, 1876

### Shakespeare ouvertures
- The Tempest, 1879
- Macbeth, 1879
- Romeo and Juliet, 1879
- Othello, 1879
- Elegie, 1880

### Overige orkestwerken
- Suite nr. 1 in C, op. 101, 1863
- Jubel-Ouvertüre, op. 103, 1864;
- Fest-Ouvertüre, op. 117, 1864;
- Konzert-Ouvertüre, op. 123, 1862;
- Ein feste Burg ist unser Gott, ouverture op. 127, 1865;
- Italienische Suite, 1871
- Suite nr. 2 in F "in Ungarischer Weise", op. 194, 1874
- Thüringer Suite, 1877

### Dubbel blaaskwintet
- Sinfoniëtta voor 10 blazers, op. 188, 1873